# Kai Behrend
Kai Behrend (1961) é um matemático alemão. É professor da Universidade da Colúmbia Britânica em Vancouver, Canadá.
Sua área de pesquisa é a geometria algébrica e ele contribuiu imensamente na teoria das pilhas algébricas, invariantes Gromov-Written, e na teoria de Donaldson-Thomas. Ele também é conhecido pela fórmula de Behrend.
Ele também ganhou três prêmios: Prêmio Coxeter–James em 2001; Prêmio Jeffery–Williams em 2011; Prêmio CRM-Fields-PIMS em 2015. . Em 2018 foi eleito para a classe de membros da Sociedade Americana de Matemática.